# Ray Milland Band
La Ray Milland Band fue un supergrupo de rock argentino, formado en el año 1985 e integrado por músicos de primer nivel como: Daniel Melingo, Andrés Calamaro, Miguel Zavaleta, Pipo Cipolatti, Camilo Iezzi en las voces y Charly García, Gustavo Donés, Pedro Aznar, Gringui Herrera y Pablo Guadalupe como la banda de acompañamiento. También la integraban invitados como el bajista Fabián Quintiero y la cantante Hilda Lizarazu. El nombre proviene de forma sarcástica al actor británico-estadounidense Ray Milland.

## Historia
La Ray Milland Band había tomado su nombre del protagonista del film El hombre con rayos X en los ojos (1963), que contaba la historia de alguien que veía más y mejor que el resto de las personas. Por esa razón, en las presentaciones de la banda, todos los integrantes usaban anteojos oscuros: eran ciegos por "mirar" los rayos X y trajes de color negro (con un estilo muy similar a The Blues Brothers). Por otro lado, la banda musical se vestían de blanco y sus caras eran pintadas de negro.  El día que murió el actor galés; Cipolatti y Calamaro compusieron una canción en su memoria: 

Un vacío dejará/ difícil de llenar/ se va Ray Milland/ como un ángel/ Todo el cielo cruzara/ Vincent Price lo recibirá/ Se fue Ray Milland/ Adiós, viejo Ray.

La única actuación de la banda en televisión del grupo fue para el programa Badía y Cía en diciembre de 1986 donde cantaron una canción en homenaje a Milland, titulada «Aquí esta la Ray Milland Band»; quien había muerto el 10 de marzo de ese año. Otra canción que tocaron fue «Himno óptico» de Cipolatti.
Después de esta breve experiencia; cada integrante volvió a sus respectivos proyectos musicales. Las canciones de Ray Milland Band, fueron grabadas y editadas posteriormente por sus autores tiempo después. La canción «Himno óptico» fue grabada en el segundo álbum de Los Twist titulado La máquina del tiempo de 1985.

## Formación

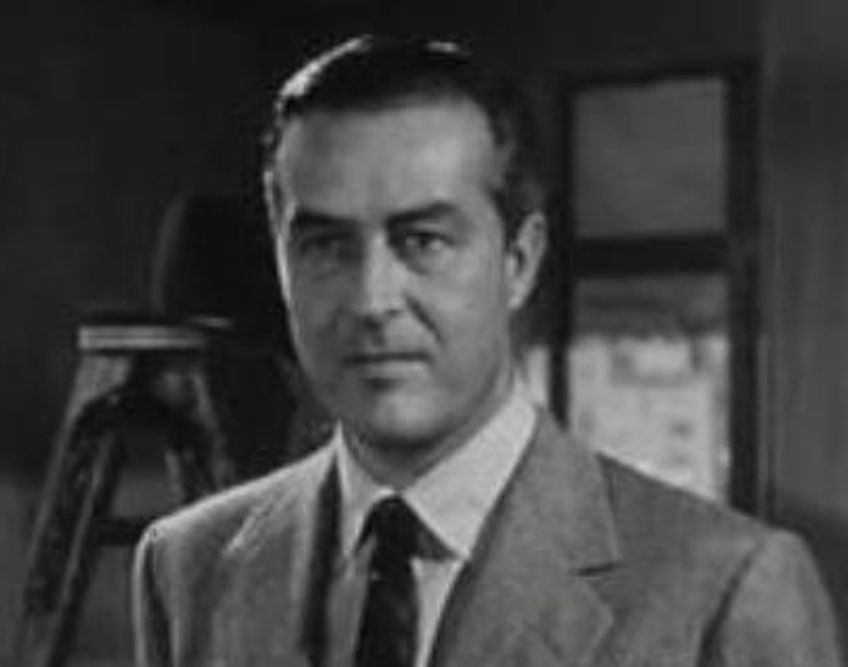
La banda rendía tributo al actor galés Ray Milland, quien había fallecido ese mismo año.

Cantantes
- Andrés Calamaro
- Daniel Melingo
- Miguel Zavaleta
- Pipo Cipolatti
- Camilo Iezzi

Músicos
- Charly García en teclados.
- Pedro Aznar en congas.
- Gringui Herrera en guitarra.
- Gustavo Donés en bajo.
- Pablo Guadalupe en batería.

Invitados
- Hilda Lizarazu
- Fabián Quintiero